# فرودگاه شهرستان دارک
فرودگاه دارک کانتی (به انگلیسی: Darke County Airport) یک فرودگاه همگانی با کد یاتا VES است که یک باند فرود آسفالت دارد و طول باند آن ۱۳۷۵ متر است. این فرودگاه در کشور ایالات متحده آمریکا قرار دارد و در ارتفاع ۳۰۷ متری از سطح دریا واقع شده‌است.